# Самарська губернія
Сама́рська губе́рнія — історична адміністративно-територіальна одиниця Російської імперії і РРФСР. Губернське місто — Самара.

## Географічне положення
Самарська губернія лежить між 50°- 55° північ. широти і 45°30 і 54°20 схід. довготи. Фігура площі неправильна, розтягнута від півночі на південь. Кордонами їй служать на півночі Спаський і Чистопольський повіти Казанської губернії і Мензелінський повіт Уфимської, на сході повіти Белебєєвський і Оренбурзький Оренбурзькою губернії і землі Уральського козачого війська, на півдні Царевський повіт Астраханської губернії, на заході повіти Камишинський, Саратовський, Вольський і Хвалинський Саратовською губернії. Із західного боку кордон губернії позначений річкою Волга, решта ж кордонів — умовні, по яких-небудь живих урочищах. Найбільша ширина губернії від заходу на схід дорівнює 362,7 км, а найбільша довжина, з півночі на південь 938,8 км. Площа губернії становила 156 120 км 2.